# 대한민국 민법 제418조
대한민국 민법 제418조는 상계의 절대적 효력에 대한 민법조문이다.

## 조문
제418조(상계의 절대적 효력) ① 어느 연대채무자가 채권자에 대하여 채권이 있는 경우에 그 채무자가 상계한 때에는 채권은 모든 연대채무자의 이익을 위하여 소멸한다.
② 상계할 채권이 있는 연대채무자가 상계하지 아니한 때에는 그 채무자의 부담부분에 한하여 다른 연대채무자가 상계할 수 있다.

第418條(相計의 絶對的 效力) ① 어느 連帶債務者가 債權者에 對하여 債權이 있는 境遇에 그 債務者가 相計한 때에는 債權은 모든 連帶債務者의 利益을 爲하여 消滅한다.
②相計할 債權이 있는 連帶債務者가 相計하지 아니한 때에는 그 債務者의 負擔部分에 限하여 다른 連帶債務者가 相計할 수 있다.

## 같이 보기
- 상계